# Bravo (band)
Bravo was een Spaanse band uit de jaren 80.
In de ABBA opstelling, 2 mannen en 2 vrouwen, vertegenwoordigden ze Spanje op het Eurovisiesongfestival 1984 met het lied Lady, Lady en behaalden de derde plaats.
De Zweedse groep the Herreys won destijds.
Bravo brak door in Mexico, Colombia, Chili, Venezuela en de Dominicaanse Republiek. Er kwamen 2 elpees uit: Bravo en Noche a noche.
In 1986 was het avontuur voorbij en ging de groep uit elkaar
De leden waren Amaya Saizar, Luis Villar, Yolanda Hoyos en Esteban Santos.
Santos overleed in 2020 op 69-jarige leeftijd.
1961: Conchita Bautista · 
1962: Víctor Balaguer · 
1963: José Guardiola · 
1964: Tim, Nelly & Tony · 
1965: Conchita Bautista · 
1966: Raphael · 
1967: Raphael · 
1968: Massiel · 
1969: Salomé · 
1970: Julio Iglesias · 
1971: Karina · 
1972: Jaime Morey · 
1973: Mocedades · 
1974: Peret · 
1975: Sergio & Estíbaliz · 
1976: Braulio · 
1977: Micky · 
1978: José Vélez · 
1979: Betty Missiego · 
1980: Trigo Limpio · 
1981: Bacchelli · 
1982: Lucía · 
1983: Remedios Amaya · 
1984: Bravo · 
1985: Paloma San Basilio · 
1986: Cadillac · 
1987: Patricia Kraus · 
1988: La Década · 
1989: Nina · 
1990: Azúcar Moreno · 
1991: Sergio Dalma · 
1992: Serafín Zubiri · 
1993: Eva Santamaría · 
1994: Alejandro Abad · 
1995: Anabel Conde · 
1996: Antonio Carbonell · 
1997: Marcos Llunas · 
1998: Mikel Herzog · 
1999: Lydia · 
2000: Serafín Zubiri · 
2001: David Civera · 
2002: Rosa · 
2003: Beth · 
2004: Ramón · 
2005: Son de Sol · 
2006: Las Ketchup · 
2007: D'Nash · 
2008: Rodolfo Chikilicuatre · 
2009: Soraya · 
2010: Daniel Diges · 
2011: Lucía Pérez · 
2012: Pastora Soler · 
2013: El Sueño de Morfeo · 
2014: Ruth Lorenzo · 
2015: Edurne · 
2016: Barei · 
2017: Manel Navarro · 
2018: Alfred & Amaia · 
2019: Miki · 
2021: Blas Cantó · 
2022: Chanel · 
2023: Blanca Paloma · 
2024: Nebulossa · 
2025: Melody
- Biblioteca Nacional de España: XX217095
- International Standard Name Identifier: 0000 0001 1354 5307
- Library of Congress Control Number: no98019637
- MusicBrainz: 03db9ac9-680a-46ce-8f47-5a114c2cd793
- Virtual International Authority File: 1617162985476486300006